# Srebrzysty cierń
Srebrzysty cierń (ang. Silverthorn) – trzecia część Sagi o wojnie światów amerykańskiego pisarza Raymonda E. Feista. Choć wojna pomiędzy Królestwem Wysp a Imperium Tsuranich za sprawą tajemniczego maga Macrosa Czarnego dobiegła do nieoczekiwanego końca, okazuje się, iż to nie koniec problemów na Midkemii. Zamieszkujące na północy plemiona Moredheli, Mrocznych Elfów, szykują się do napaści na królestwo. Książę Arutha zaś wyrusza w poszukiwaniu magicznego ziela, które ma uratować jego narzeczoną Anitę trafioną zatrutym pociskiem z kuszy. Tymczasem Pug wraz z Thomasem odkrywają, iż najgorsze kłopoty mają dopiero nadejść...